# Spogostylum falkovitshi
Spogostylum falkovitshi är en tvåvingeart som beskrevs av Zaitzev 1976. Spogostylum falkovitshi ingår i släktet Spogostylum och familjen svävflugor. Inga underarter finns listade i Catalogue of Life.